# The Religious Tract Society
The Religious Tract Society est une maison d'édition londonienne fondée entre autres par John Cambpell en 1793, et ayant pour but initial la publication et la diffusion de littérature chrétienne.